# Przemysław Płacheta
Przemysław Płacheta, född 23 mars 1998, är en polsk fotbollsspelare som spelar för Oxford United. Han representerar även Polens landslag.

## Karriär
Den 27 juli 2020 blev Płacheta klar för Norwich City med ett kontrakt fram till den 30 juni 2024. Płacheta debuterade i Championship den 12 september 2020 i en 1-0-vinst borta mot Huddersfield Town, där han blev inbytt i den 76:e minuten mot Onel Hernández. Den 6 juli 2022 lånades Płacheta ut till Championship-klubben Birmingham City på ett säsongslån.
Den 1 februari 2024 skrev Płacheta på ett halvårskontrakt med Championship-klubben Swansea City. Den 15 juli 2024 värvades han av nyuppflyttade Championship-klubben Oxford United.